# Sàlaf
Sàlaf (àrab: سلف, salaf, ‘ancestre’, ‘predecessor’) o de vegades sàlaf sàlih (àrab: سلف صالح, salaf ṣāliḥ, ‘predecessor pietós’) és un terme àrab que designa, pels musulmans, les tres primeres generacions de creients. Aquestes consisteixen en la de Muhàmmad (Mahoma) i els seus «companys» o contemporanis que el van conèixer (sahaba, en àrab صحابة, ṣaḥāba), i en les dues generacions següents anomenades tabiín (en àrab تابعون, tābiʿūn, ‘company [del company]’) i tabi at-tabiín (en àrab تابع التابعين, tābiʿ at-tābiʿīn, ‘company del company [del company]’).
Els sunnites donen a aquestes tres generacions una gran autoritat moral, ja que llur comprensió de l'islam és considerada com a especialment pura. Aquesta creença es basa en una dita atribuïda a Muhàmmad (hadit) que diu: «els millors de la meva comunitat són la meva generació, la que ve després i la que ve després.»
Avui dia el salafisme és un corrent fonamentalista musulmà que pretén practicar el mateix islam «pur» que el d'aquestes generacions fundadores.